# Heike Bockmann
Heike Bockmann (* 30. April 1954 in Einbeck) ist eine deutsche SPD-Politikerin. Von 1998 bis 2008 war sie Mitglied des niedersächsischen Landtages. Sie ist verheiratet und hat drei Söhne.

## Beruflicher Werdegang
Heike Bockmann machte 1973 das Abitur. Sie studierte an der Georg-August-Universität in Göttingen Rechtswissenschaften und arbeitete bis zur Wahl in den Landtag 1998 als Justitiarin bei der Bezirksregierung im Regierungsbezirk Weser-Ems. Nach der Mitgliedschaft im Niedersächsischen Landtag war sie von 2009 an Leiterin des Geschäftsbereichs Naturschutz und Vize-Direktorin des Niedersächsischen Landesbetriebs für Wasserwirtschaft, Küsten- und Naturschutz. 2010 promovierte sie an der Leuphana Universität Lüneburg über das Recht der parlamentarischen Untersuchungsausschüsse.

## Politischer Werdegang
Heike Bockmann trat 1989 in die SPD ein. Sie war von 1991 bis in die 2000er Jahre Mitglied des Rates der Stadt Oldenburg (Oldb) und wurde 1998 erstmals in den Landtag gewählt. Sie gehörte dem Vorstand der SPD-Fraktion im Landtag an und war Mitglied des Ausschusses für Rechts- und Verfassungsfragen, des Ausschusses zur Vorbereitung der Wahl der Mitglieder des Staatsgerichtshofes und sie war Vorsitzende des Wahlprüfungsausschusses.
Auf der Landtagswahlkreiskonferenz der SPD am 23. Februar 2007 in Oldenburg errang Heike Bockmann nicht das notwendige Abstimmungsergebnis, um wieder für den Niedersächsischen Landtag kandidieren zu können. Gegen sie setzte sich der ehemalige Pressesprecher der Stadt Oldenburg Jürgen Krogmann durch.

## Weitere Mitgliedschaften
Heike Bockmann ist Mitglied der Gewerkschaft ver.di. Sie ist zudem stellvertretendes Mitglied des Verwaltungsrates der Landessparkasse zu Oldenburg, Mitglied der Verbandsversammlung des Sparkassenzweckverbandes und Vorsitzende der Gesellschafterversammlung der Weser-Ems-Halle.

## Veröffentlichungen
- Parlamentarisches Untersuchungsausschussrecht für Niedersachsen: Geschichte – Gegenwart – Zukunft in: Schriftenreihe Wirtschaft und Öffentliches Recht, BIS-Verlag der Carl-von-Ossietzky-Universität, Oldenburg 2010, ISBN 978-3814221793 Online-Ausgabe der Universität Oldenburg